# Europese kampioenschappen kanosprint 2021
De Europese kampioenschappen kanosprint 2021 (31e editie) werden van 3 tot en met 6 juni 2021 gehouden op het Maltameer in Poznań, Polen.

## Medailles

### Mannen
Olympische klasse
| Onderdeel  | Goud                                                                       | Goud                | Zilver                                                      | Zilver              | Brons                                                                | Brons               |
| ---------- | -------------------------------------------------------------------------- | ------------------- | ----------------------------------------------------------- | ------------------- | -------------------------------------------------------------------- | ------------------- |
| C-1 200 m  | Joan Moreno Spanje                                                         | 40,770              | Artsem Kozyr Wit-Rusland                                    | 40,798              | Henrikas Žustautas Litouwen                                          | 40,960              |
| C-1 500 m  | Martin Fuksa Tsjechië                                                      | 1.49,259            | Serghei Tarnovschi Moldavië                                 | 1.50,312            | Conrad-Robin Scheibner Duitsland                                     | 1.50,399            |
| C-1 1000 m | Martin Fuksa Tsjechië                                                      | 4.06,417            | Conrad-Robin Scheibner Duitsland                            | 4.07,842            | Kirill Shamshurin Rusland                                            | 4.08,367            |
| C-1 5000 m | Sebastian Brendel Duitsland                                                | 23.22,446           | Nicholas Fodor Hongarije                                    | 23.28,575           | Carlo Tacchini Italië                                                | 23.44,889           |
| C-2 200 m  | Spanje Alberto Pedrero Pablo Graña                                         | 36,900              | Polen Arsen Śliwiński Michał Łubniewski                     | 37,006              | Litouwen Henrikas Žustautas Vadim Korobov                            | 37,300              |
| C-2 500 m  | Rusland Viktor Melantyev Vladislav Chebotar                                | 1.44,915            | Duitsland Sebastian Brendel Tim Hecker                      | 1.44,989            | Oekraïne Vitaliy Vergeles Andrii Rybachok                            | 1.45,215            |
| C-2 1000 m | Duitsland Sebastian Brendel Tim Hecker                                     | 3.42,555            | Rusland Kirill Shamshurin Ilya Pervukhin                    | 3.44,811            | Roemenië Cătălin Chirilă Victor Mihalachi                            | 3.45,255            |
| C-4 500 m  | onderdeel vervallen                                                        | onderdeel vervallen | onderdeel vervallen                                         | onderdeel vervallen | onderdeel vervallen                                                  | onderdeel vervallen |
| K-1 200 m  | Sándor Tótka Hongarije                                                     | 35,385              | Liam Heath Verenigd Koninkrijk                              | 35,407              | Petter Menning Zweden                                                | 35,537              |
| K-1 500 m  | Bálint Kopasz Hongarije                                                    | 1.40,831            | João Ribeiro Portugal                                       | 1.42,138            | Jakub Zavřel Tsjechië                                                | 1.42,391            |
| K-1 1000 m | Bálint Kopasz Hongarije                                                    | 3.41,232            | Fernando Pimenta Portugal                                   | 3.42,667            | Artuur Peters België                                                 | 3.44,367            |
| K-1 5000 m | Bálint Noé Hongarije                                                       | 20.44,405           | Aleh Yurenia Wit-Rusland                                    | 20.44,937           | Fernando Pimenta Portugal                                            | 20.45,277           |
| K-2 200 m  | Italië Manfredi Rizza Andrea Di Liberto                                    | 33,095              | Litouwen Artūras Seja Ignas Navakauskas                     | 33,355              | Rusland Yury Postrigay Alexander Dyachenko                           | 33,653              |
| K-2 500 m  | Wit-Rusland Uladzislau Litvinau Dzmitry Natynchyk                          | 1.30,334            | Oekraïne Dmytro Danylenko Oleh Kukharyk                     | 1.31,101            | Duitsland Max Hoff Jacob Schopf                                      | 1.31,215            |
| K-2 1000 m | Duitsland MMax Hoff Jacob Schopf                                           | 3.19,973            | Slowakije Samuel Baláž Adam Botek                           | 3.21,747            | Litouwen Ričardas Nekriošius Andrejus Olijnikas                      | 3.22,343            |
| K-4 500 m  | Duitsland Max Rendschmidt Tom Liebscher Ronald Rauhe Max Lemke             | 1.23,960            | Slowakije Samuel Baláž Csaba Zalka Denis Myšák Adam Botek   | 1.25,395            | Rusland Oleg Gusev Aleksandr Sergeyev Maxim Spesivtsev Vitaly Ershov | 1.25,425            |
| K-4 1000 m | Wit-Rusland Pavel Miadzvedzeu Kiryl Nikitsin Ilya Fedarenka Vitaliy Bialko | 3.02,023            | Hongarije Noé Bálint Péter Gál Tamás Kulifai Bence Dombvàri | 3.02,696            | Rusland Oleg Gusev Maxim Spesivtsev Oleg Siniavin Vitaly Ershov      | 3.03,850            |

### Vrouwen
| Onderdeel  | Goud                                                       | Goud      | Zilver                                                                         | Zilver    | Brons                                                               | Brons     |
| ---------- | ---------------------------------------------------------- | --------- | ------------------------------------------------------------------------------ | --------- | ------------------------------------------------------------------- | --------- |
| C-1 200 m  | Dorota Borowska Polen                                      | 46,888    | Ljoedmyla Loezan Oekraïne                                                      | 47,595    | Olesia Romasenko Rusland                                            | 47,668    |
| C-1 500 m  | Ljoedmyla Loezan Oekraïne                                  | 2.07,235  | Virág Balla Hongarije                                                          | 2.13,332  | Alena Nazdrova Wit-Rusland                                          | 2.13,345  |
| C-1 5000 m | Volha Klimava Wit-Rusland                                  | 26.25,017 | Dóra Horányi Hongarije                                                         | 26.42,626 | Ljoedmyla Babak Oekraïne                                            | 27.02,534 |
| C-2 200 m  | Rusland Irina Andreeva Olesia Romasenko                    | 43,824    | Hongarije Virág Balla Kincső Takács                                            | 45,001    | Oekraïne Ljoedmyla Loezan Anastasija Tsjetverykova                  | 45,204    |
| C-2 500 m  | Oekraïne Ljoedmyla Loezan Anastasija Tsjetverykova         | 2.06,252  | Duitsland Lisa Jahn Sophie Koch                                                | 2.07,795  | Hongarije Virág Balla Kincső Takács                                 | 2.09,295  |
| K-1 200 m  | Emma Jørgensen Denemarken                                  | 41,746    | Dóra Lucz Hongarije                                                            | 42,336    | Marta Walczykiewicz Polen                                           | 42,526    |
| K-1 500 m  | Emma Jørgensen Denemarken                                  | 1.53,402  | Danuta Kozák Hongarije                                                         | 1.53,962  | Marija Povch Oekraïne                                               | 1.55,119  |
| K-1 1000 m | Alida Dóra Gazsó Hongarije                                 | 4.15,944  | Anamaria Govorčinović Kroatië                                                  | 4.18,568  | Mariana Petrušová Slowakije                                         | 4.19,895  |
| K-1 5000 m | Dóra Bodonyi Hongarije                                     | 23.09,331 | Elena Mironchenko Rusland                                                      | 23.10,431 | Sabrina Hering-Pradler Duitsland                                    | 23.15,338 |
| K-2 200 m  | Slovenië Špela Janić Anja Osterman                         | 36,772    | Polen Dominika Putto Katarzyna Kołodziejczyk                                   | 37,157    | Hongarije Anna Lucz Blanka Kiss                                     | 37,190    |
| K-2 500 m  | Hongarije Danuta Kozák Dóra Bodonyi                        | 1.44,175  | Polen Karolina Naja Anna Puławska                                              | 1.45,420  | Wit-Rusland Volha Khudzenka Maryna Litvinchuk                       | 1.45,450  |
| K-2 1000 m | Hongarije Tamara Csipes Erika Medveczky                    | 3.40,532  | Spanje Laia Pelachs Begoña Lazkano                                             | 3.45,961  | Polen Martyna Klatt Sandra Ostrowska                                | 3.49,285  |
| K-4 500 m  | Hongarije Dóra Lucz Tamara Csipes Anna Kárász Dóra Bodonyi | 1.34,114  | Wit-Rusland Marharyta Makhneva Volha Khudzenka Nadzeya Papok Maryna Litvinchuk | 1.34,262  | Denemarken Emma Jørgensen Sara Milthers Julie Funch Bolette Iversen | 1.35,500  |

### Medailleklassement
| Plaats | Land                | Goud | Zilver | Brons | Totaal |
| 1      | Hongarije           | 9    | 7      | 2     | 18     |
| 2      | Duitsland           | 4    | 3      | 3     | 10     |
| 3      | Wit-Rusland         | 3    | 3      | 2     | 8      |
| 4      | Rusland             | 2    | 2      | 5     | 9      |
| 5      | Oekraïne            | 2    | 2      | 4     | 8      |
| 6      | Spanje              | 2    | 1      | 0     | 3      |
| 7      | Tsjechië            | 2    | 0      | 1     | 3      |
| 7      | Denemarken          | 2    | 0      | 1     | 3      |
| 9      | Polen               | 1    | 3      | 2     | 6      |
| 10     | Italië              | 1    | 0      | 1     | 2      |
| 11     | Slovenië            | 1    | 0      | 0     | 1      |
| 12     | Portugal            | 0    | 2      | 1     | 3      |
| 12     | Slowakije           | 0    | 2      | 1     | 3      |
| 14     | Litouwen            | 0    | 1      | 3     | 4      |
| 15     | Kroatië             | 0    | 1      | 0     | 1      |
| 15     | Verenigd Koninkrijk | 0    | 1      | 0     | 1      |
| 15     | Moldavië            | 0    | 1      | 0     | 1      |
| 18     | België              | 0    | 0      | 1     | 1      |
| 18     | Roemenië            | 0    | 0      | 1     | 1      |
| 18     | Zweden              | 0    | 0      | 1     | 1      |
| Totaal | Totaal              | 29   | 29     | 29    | 87     |

## Parakano

### Medailles
| Onderdeel   | Goud                        | Goud     | Zilver                                      | Zilver                                      | Brons                                          | Brons                                          |
| ----------- | --------------------------- | -------- | ------------------------------------------- | ------------------------------------------- | ---------------------------------------------- | ---------------------------------------------- |
| KL1 mannen  | Péter Kiss Hongarije        | 47,731   | Esteban Farias Italië                       | 49,141                                      | Róbert Suba Hongarije                          | 49,797                                         |
| KL2 mannen  | Mykola Syniuk Oekraïne      | 45,746   | Marcus Swoboda Oostenrijk                   | 47,859                                      | Federico Mancarella Italië                     | 42,107                                         |
| KL3 mannen  | Serhii Yemelianov Oekraïne  | 40,817   | Leonid Krylov Rusland                       | 41,500                                      | Artem Voronkov Rusland                         | 42,107                                         |
| VL1 mannen  | Artur Chuprov Rusland       | 1.01,820 | Niet uitgereikt (slechts één boot deed mee) | Niet uitgereikt (slechts één boot deed mee) | Niet uitgereikt (slechts één boot deed mee)    | Niet uitgereikt (slechts één boot deed mee)    |
| VL2 mannen  | Norberto Mourão Portugal    | 53,437   | Higinio Rivero Spanje                       | 54,444                                      | Róbert Suba Hongarije                          | 54,567                                         |
| VL3 mannen  | Patrick O'Leary IRL         | 50,308   | Adrián Mosquera Spanje                      | 50,408                                      | Eddie Potdevin Frankrijk                       | 50,688                                         |
| KL1 vrouwen | Maryna Mazhula Oekraïne     | 58,316   | Eleonora de Paolis Italië                   | 58,916                                      | Edina Müller Duitsland                         | 1.01,116                                       |
| KL2 vrouwen | Anja Adler Duitsland        | 54,615   | Katalin Varga Hongarije                     | 54,685                                      | Natalia Lagutenko Oekraïne                     | 55,722                                         |
| KL3 vrouwen | Felicia Laberer Duitsland   | 52,672   | Nélia Barbosa Frankrijk                     | 52,746                                      | Katarzyna Kozikowska Polen                     | 53,272                                         |
| VL1 vrouwen | Lillemor Köper Duitsland    | 1.23,135 | Esther Bode Duitsland                       | 1.25,308                                    | Niet uitgereikt (slechts twee boten deden mee) | Niet uitgereikt (slechts twee boten deden mee) |
| VL2 vrouwen | Maria Nikiforova Rusland    | 1.00,465 | Katharina Bauernschmidt Duitsland           | 1.03,799                                    | Veronica Biglia Italië                         | 1.08,822                                       |
| VL3 vrouwen | Nataliia Lagutenko Oekraïne | 1.01,137 | Larisa Volik Rusland                        | 1.01,167                                    | Annette Kummer Duitsland                       | 1.06,724                                       |

### Medailleklassement
| Plaats | Land       | Goud | Zilver | Brons | Totaal |
| 1      | Oekraïne   | 4    | 0      | 1     | 5      |
| 2      | Duitsland  | 2    | 0      | 2     | 4      |
| 3      | Hongarije  | 1    | 1      | 2     | 4      |
| 4      | Ierland    | 1    | 0      | 0     | 1      |
| 4      | Portugal   | 1    | 0      | 0     | 1      |
| 6      | Italië     | 0    | 2      | 1     | 3      |
| 6      | Rusland    | 0    | 2      | 1     | 3      |
| 8      | Spanje     | 0    | 2      | 0     | 2      |
| 9      | Frankrijk  | 0    | 1      | 1     | 2      |
| 10     | Oostenrijk | 0    | 1      | 0     | 1      |
| 11     | Polen      | 0    | 0      | 1     | 1      |
| Totaal | Totaal     | 9    | 9      | 9     | 27     |

1933 · 1934 · 1936 · 1937-1956 · 1957 · 1959 · 1961 · 1963 · 1965 · 1967 · 1969 · 1970-1996 · 1997 · 1999 · 2000 · 2001 · 2002 · 2004 · 2005 · 2006 · 2007 · 2008 · 2009 · 2010 · 2011 · 2012 · 2013 · 2014 · 2015 · 2016 · 2017 · 2018 · 2019 · 2020 · 2021 · 2022 · 2023 ·